# Vrije Sekspartij
De Vrije Sekspartij was een politieke partij die in 1970 deelnam aan de Amsterdamse gemeenteraadsverkiezingen. Op het partijprogramma stonden programmapunten als:
- gratis seksuele voorlichting voor iedereen;
- vrije seks voor gevangenen;
- gratis pillen en condooms voor het volk;
- pornografie uit het strafrecht.

De partij werd gesponsord door het seksblad Candy, het eerste Nederlandse sekstijdschrift, dat werd gemaakt door de 22-jarige verkoper van tweedehandsboeken Peter J. Muller. Pornografie was nog verboden; het blaadje werd illegaal verkocht. Voor Muller was de sponsoring van de Vrije Sekspartij een kwestie van publiciteit.
"Candy doorbrak een taboe", zei Muller later. "Seks was voor velen toch een probleem vanwege het geloof. Candy toonde dat seks mocht, dat het lekker, normaal en leuk was.". Niet dat Muller idealistisch was: "Ik wilde gewoon geld verdienen." Na een uitspraak van de Hoge Raad in 1970 over pornografie, mocht Candy gewoon over de toonbank verkocht worden. De oplage van het blad schoot omhoog. De Vrije Sekspartij heeft hier geen invloed op gehad. De partij behaalde 0,3% van de stemmen terwijl er 2,2% van de stemmen nodig was voor het behalen van een van de 45 zetels in de Amsterdamse gemeenteraad. De partijleider was Hans Hofman.